# Jennie Tuttle Hobart
Jennie Tuttle Hobart (* 30. April 1848 in Paterson, New Jersey; † 8. Januar 1941) war die Ehefrau Garret Augustus Hobarts, des ehemaligen Vizepräsidenten der USA.

## Leben
Sie wurde als Tochter des Anwalts Socrates Tuttle geboren und wuchs in ihrem Geburtsort auf. 1869 heiratete sie den aufstrebenden Anwalt und Politiker Garret A. Hobart. Das Ehepaar hatte zwei Kinder. Während der Vizepräsidentschaft ihres Gatten musste sie oft die Aufgaben der First Lady wahrnehmen, da deren Gesundheitszustand sehr schlecht war. Nachdem ihr Ehemann noch während seiner Amtszeit verstorben war, kehrte sie nach Paterson zurück, wo sie sich für die Gemeinde engagierte. 
Sie liegt am Cedar Lawn Cemetery in Paterson begraben.